# 173 (numero)
Centosettantatré (173) è il numero naturale che segue il 172 e precede il 174.

## Proprietà matematiche
- È un numero dispari.
- È un numero difettivo.
- È il quarantesimo numero primo (precede il 179 e segue il 167).
  - È un numero primo di Sophie Germain.
  - È un numero primo di Eisenstein.
  - È un numero primo troncabile a sinistra.
- È la somma di due quadrati, 173 = 22 + 132.
- È la somma di tre numeri primi consecutivi, 173 = 53 + 59 + 61.
- È parte delle terne pitagoriche (52, 165, 173), (173, 14964, 14965).
- È un numero palindromo nel sistema di numerazione posizionale a base 9 (212).
- È un numero congruente.

## Astronomia
- 173P/Mueller è una cometa periodica del sistema solare.
- 173 Ino è un asteroide della fascia principale del sistema solare.

## Astronautica
- Cosmos 173 è un satellite artificiale russo.